# Bruchhausen (Alzenau)

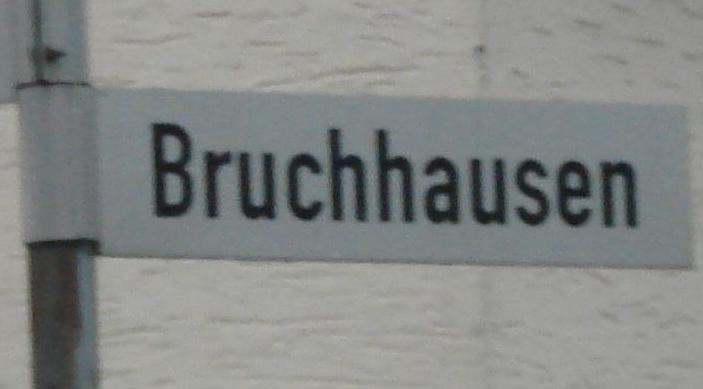
Nur noch ein Straßenname in Hörstein erinnert an das verschwundene Dorf Bruchhausen

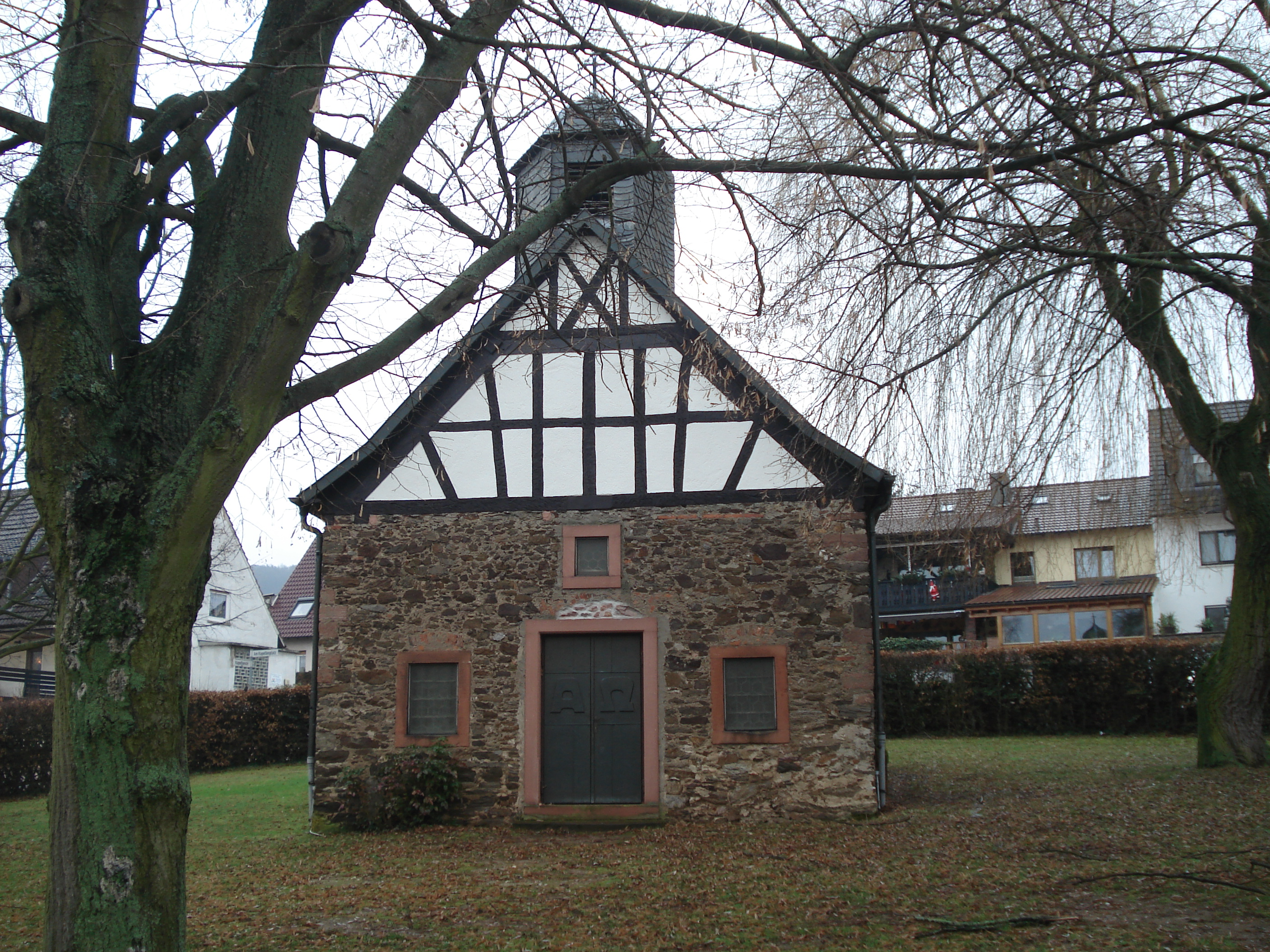
Die Wilgefortiskapelle in Hörstein

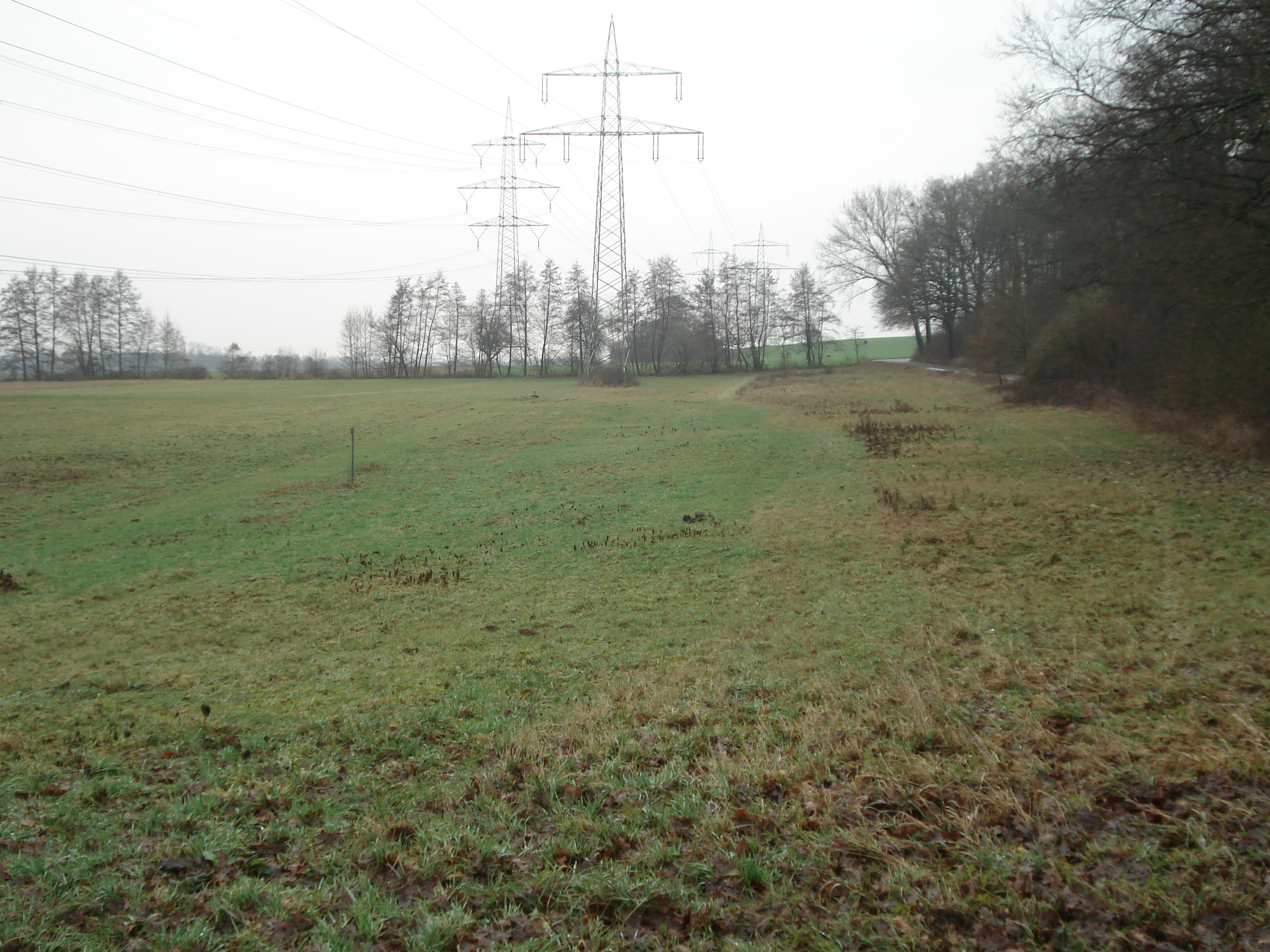
Der vermutlich frühere Standort des Dorfes

Bruchhausen war einst ein Dorf im unterfränkischen Landkreis Aschaffenburg und gehörte früher als Ortsteil zu Hörstein. Die Siedlung lag auf dem Territorium  des Freigerichtes und besteht heute nicht mehr.

## Name
Bruchhausen setzt sich zusammen aus dem altertümlichen Wort Bruch- (=Sumpfboden, feuchte Wiese) und -hausen (=in einem neuen Rodland angelegte Wohnstätte- "husen"). Der Name hat sich im Laufe der Jahrhunderte mehrmals verändert. 1268 schrieb man Bruchusen, 1325 Brochusen, 1362 nannte man den Ort Bruchusin.

## Geographie
Wo Bruchhausen genau lag, ist nicht mit Bestimmtheit zu sagen. Laut einigen Quellen lag das verschwundene Dorf direkt an der Hörsteiner Ortsmauer, dort wo heute noch die Wilgefortiskapelle von 1548 steht. Demzufolge war dann der durch Hörstein fließende Bachquellengraben die Grenze zwischen den Orten.
Aus anderen Informationen kann man entnehmen, dass Bruchhausen weiter südlich am unteren Ende des Elmertsgrundes am Elmertsbach, zwischen Hörstein und Kleinostheim im Urmaintal lag. Ein Teil der Äcker und Wiesen von Bruchhausen sollen auf Kleinostheimer Boden, nördlich des Häuserackerhofes gelegen haben.
Die Straße Bruchhausen in Hörstein ist nach der Wüstung benannt. In Großwelzheim weist der Bruchhäuser Weg ebenfalls auf die frühere Siedlung hin.

## Geschichte
Erstmals urkundlich erwähnt wurde Bruchhausen 1268. Das Dorf bestand vermutlich aus mehreren Höfen. Dazu gehörten 161 Morgen Äcker und Wiesen, die überwiegend dem Kloster Seligenstadt gehörten. Im Mittelalter gehörte Bruchhausen zum Gericht Hörstein, das wiederum Teil des Freigerichts Alzenau war. Das Freigericht war zwar reichsunmittelbar, aber das Reich verpfändete oder vergab das Gebiet immer wieder. So wechselten die Landesherren, zu denen die Herren und späteren Grafen von Hanau, die Herren von Randenburg und die Herren von Eppstein zählten. Vermutlich wurden Teile von Bruchhausen im Jahre 1342 durch ein Mainhochwasser zerstört und danach wieder aufgebaut.